# Transzcendentalizmus

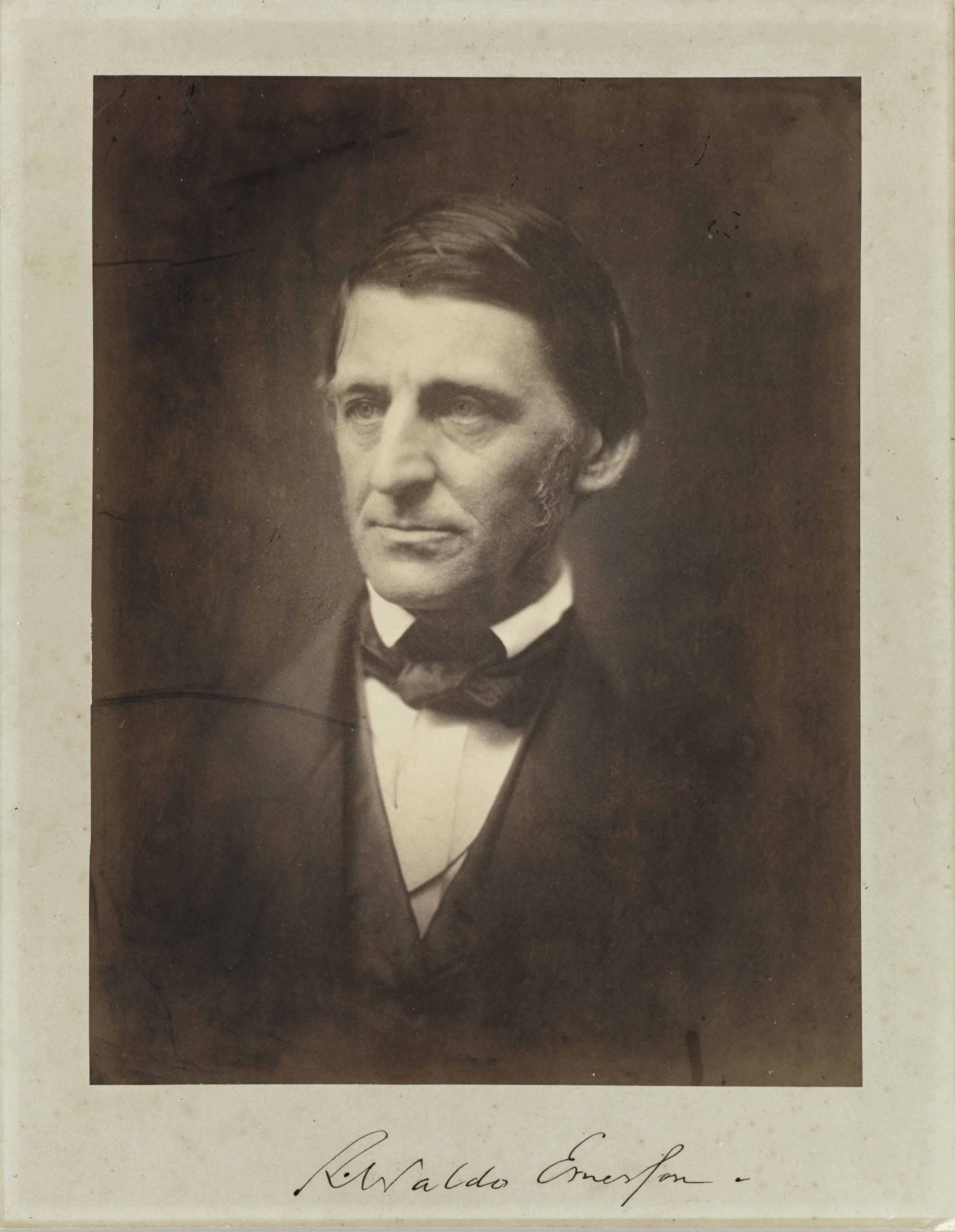
Ralph Waldo Emerson

A transzcendentalizmus a 19. század első felének filozófiai, irodalmi és politikai mozgalma volt Új-Angliában. Központi alakja Ralph Waldo Emerson volt. További jelentős képviselői voltak Henry David Thoreau, Margaret Fuller, Amos Bronson Alcott, Frederic Henry Hedge és Theodore Parker. A transzcendentalizmus gyökerei elsősőrban az angol és német romantikára, Hume szkepticizmusára, az újplatonizmusra és egyes keleti filozófiákra vezethetőek vissza.
A transzcendentalisták koruk társadalmának kritikusai voltak. Elítélték a meggondolatlan konformitást, ehelyett az egyén és a világ “eredeti kapcsolatának” megtalálását sürgették. Emerson és Thoreau ezt a kapcsolatot a természetben töltött magányos elmélkedésben vélte megtalálni, valamint saját írásaik által.
A mozgalom az 1820-as és 1830-as években bontakozott ki. Az 1840-es években szociális kísérleteket is folytattak, ilyen volt a Brook Farm, Fruitlands és Walden. Az 1850-es években a rabszolgaság egyre erősebb kritikusai voltak.

## Története

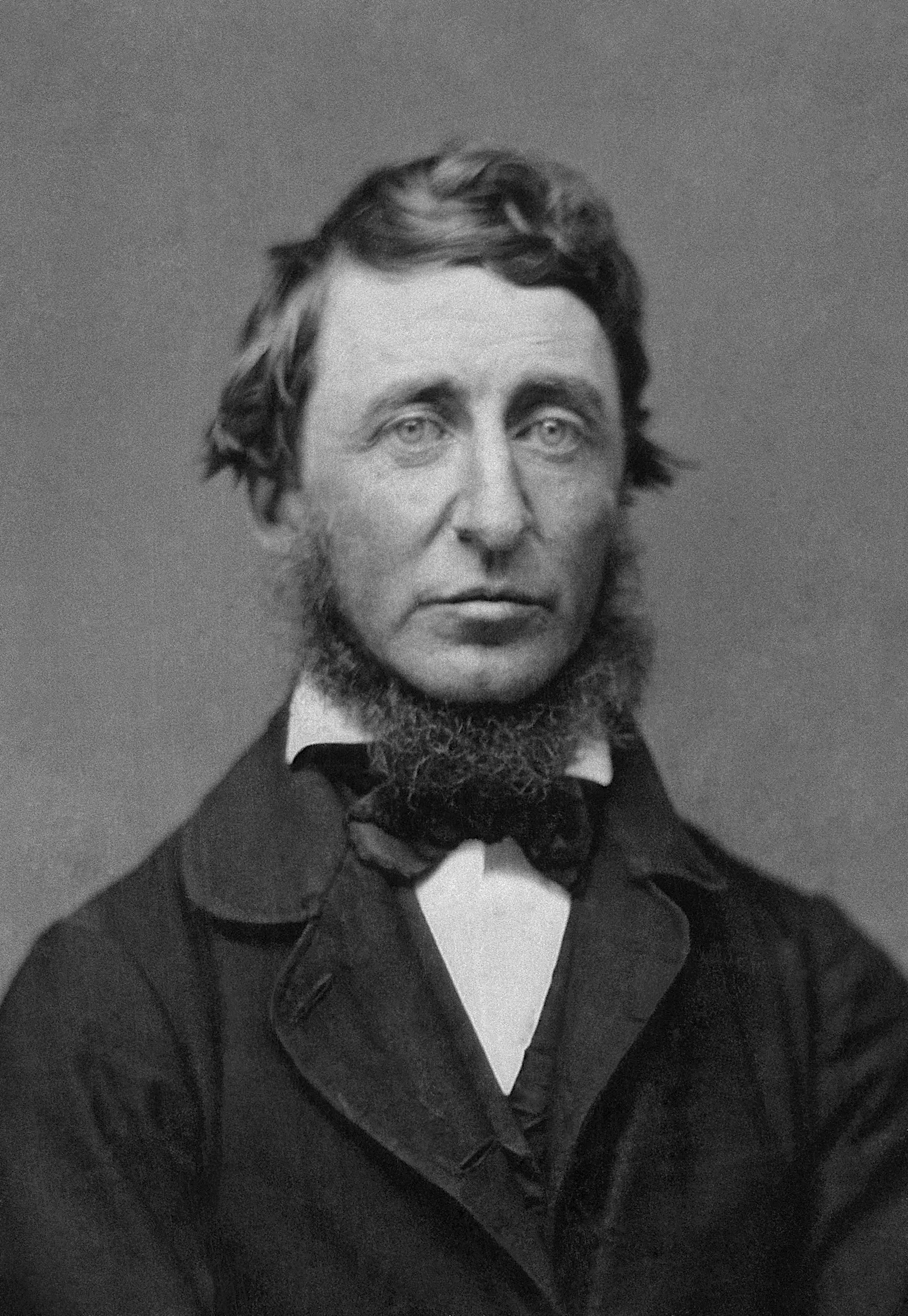
Henry David Thoreau

Az amerikai transzcendentalizmus filozófiai alapja az ismeretelmélet kanti paradigmaváltásának volt a következménye. A mozgalom neve is Kant transzcendentális idealizmusára utal. Kant meghaladta Locke elképzelését, miszerint semmi nincs az elmében, ami nem az érzékszervek előzetes tapasztalata által kerül oda. Kant szerint létezik az ideáknak egy olyan fontos osztálya, ami nem az érzékszervek által felfogott külső világból kerül az elmébe, hanem már ott jelen van és éppen ezek az ideák teszik lehetővé az elmében a tapasztalást. Az elmének ezeket az intuícióit transzcendentális formáknak nevezte. Az amerikai transzcendentalizmust ennek a fontos paradigmaváltásnak elsősorban nem a metafizikai oldala foglalkoztatta, hanem az elmének ez az új modellje, ami Locke empirista és materialista passzív modellje helyett aktívan képes befolyásolni a tapasztalatot. Kant filozófiája kimondja, hogy az elmének korlátai vannak és nem képes teljes mértékben megismerni a valóságot. A transzcendentalisták ezzel szemben azt vallották, hogy az elme közvetlenül képes az abszolút igazságok megismerésére. Ehhez az elmének nincs szüksége arra, hogy végigmenjen az érzékszervek kerülőútjain, sem a hatóságok és intézmények által felállított szabályokra. Ebben az értelemben a transzcendentalizmus a protestáns reformáció és az amerikai demokratikus individualizmus logikus kiterjesztése volt.

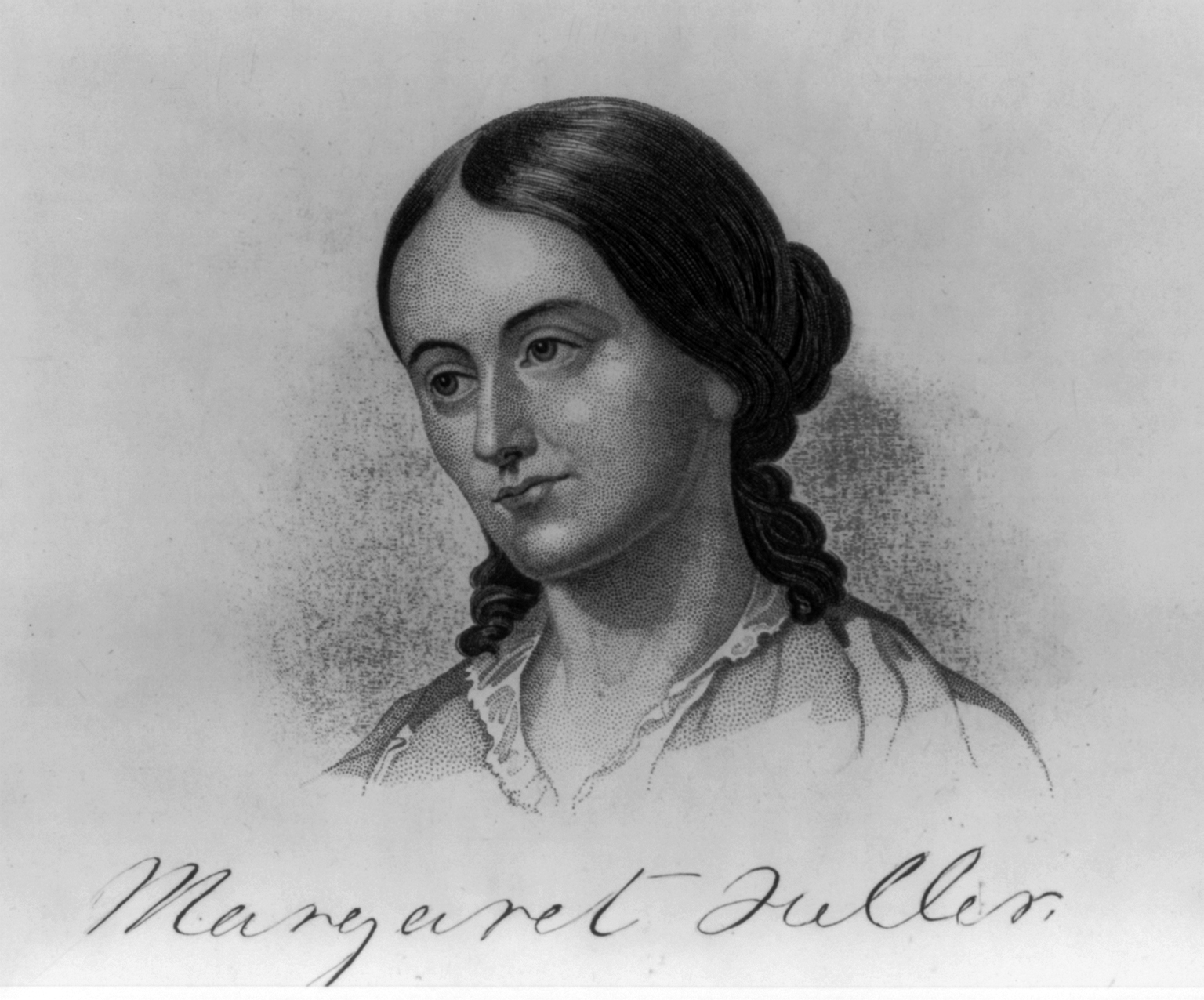
Margaret Fuller

A transzcendentalista mozgalom kialakulásának idején, az 1830-as években Új-Angliában dominált a locke-i filozófia, karöltve az unitarizmussal. Locke tabula rasa elmélete és az unitarizmus is az ortodox kálvinizmus “eredendő bűn” dogmájának a reformálása volt. Az unitarizmus, bár sokkal optimistább és racionalistább volt, mint az általa megreformált kálvinizmus, a hangsúlyt a külvilágra helyezte az egyén elméjében történő dolgok helyett, ezáltal az anyagot a szellem fölé emelve. A újonnan születő transzcendentalizmus képviselői ezt a nézetet támadták.
A hagyomány és a mozgalom filozófiai és vallási nézeteltérése mellett az oktatás területén is konfliktusok jelentkeztek. Bronson Alcott 1834-ben iskolát nyitott, ahol a transzcendentalizmust a pedagógiába is átültette: a tanulóknak lehetősége volt saját gondolataikat megosztani egymással beszélgetések és naplók formájában. Ez újdonságnak számított abban a korban, amikor az oktatás a tankönyvrészletek megtanulásából és szóról szóra való felmondásából állt. A közvélemény felháborítónak találta ezt a módszert és az iskola nem virágzott sokáig. Alcott és mások felnőttoktatással is kísérleteztek, amiben a résztvevők saját gondolatai fontosabbnak számítottak, mint bármely specifikus doktrína, valamint nagyobb hangsúly került a beszélgetés folyamatára, mint a termékre.

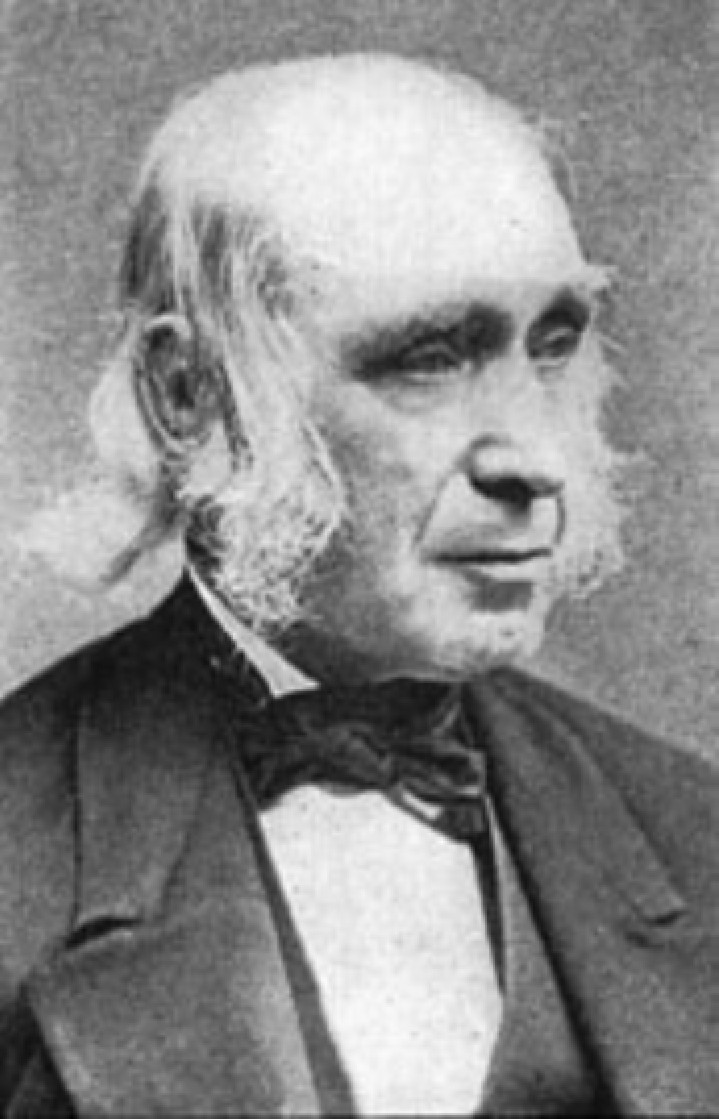
Amos Bronson Alcott

A mozgalom elvesztette közvetlen befolyását az egyház és oktatás területén, azonban számos eleme megmaradt ezekben az intézményekben és később formálta is őket. Egy alternatív stratégia az volt, hogy a transzcendentalista ideákat ezeken a körökön kívül kell népszerűsíteni. Ezen a területen Margaret Fuller járt élen, aki Amerika első jelentős feminista írásában olyan terminusokat vezetett be, mint a nemi egyenlőség és az önbizalom.
A hagyománnyal való legnagyobb szervezett szakítás a Brook Farm nevű szociális kísérlet volt, ami 1841-ben vette kezdetét. Az volt a céljuk, hogy közösségi vidéki életmóddal felszámolják a gyűlöletesnek tartott társadalmi osztályokat. A farmon mindenki bekapcsolódott a munkába, a kitűnő iskola pedig az egész vállalkozás pedagógiai természetét hangsúlyozta. A közösségi élet tervei Fourier francia utópista gondolkodó szisztematikus elképzelésein alapultak. Azonban súrlódások alakultak ki ezen elképzelések és a transzcendentalisták anti-formalizmusa között, így közösség reményei, hogy hosszan fennmaradjon, nem voltak túl biztatóak. 1847-ben egy katasztrofális tűzvész vetett véget a vállalkozásnak. A Bronson Alcott által vezetett Fruitlands kísérlet még rövidebb életűnek bizonyult.
A Brook Farm rávilágított a transzcendentalizmus egyik alapvető belső feszültségére az individualizmus és közösségi élet között. Egyik oldalon Thoreau és Emerson visszautasították, hogy részt vegyenek a Brook Farm közösségében, mivel úgy gondolták, hogy a fejlődés az egyénből kell kiinduljon és a politikában való részvétel felemészti a kreatív energiákat. A másik oldalon Alcott és mások  úgy vélték, hogy az individualizmus a probléma része és nem a megoldás, és a szociális változáshoz szociális eszközök szükségesek. Azonban Emerson és Thoreau is elismerték, hogy fenyegető események alkalmával, mint a rabszolgaság és az imperialista háború, szükség van közösségi tettekre, és ők maguk is csatlakoztak az abolicionizmushoz.
Jóval a polgárháború kitörése előtt a transzcendentalizmus, mint élő erő olyan gyorsan kialudt, mint ahogy korábban lángralobbant. A mozgalom jelentős alakjai a saját útjaikat kezdték követni, a szociális összejövetelek és időszakosan megjelenő lapok elmaradtak, az iskolák és kommunák megszűntek. A mozgalomnak az irodalomban és filozófiában maradtak fenn az utóhatásai.

## Jellemzők
A transzcendentalizmus szűkebb értelemben egy olyan gyakorlatot jelentett, aminek során az egyén a tények és konvenciók köznapi kategóriái helyett az ideákat és képzeletet helyezi előtérbe . A lélek ezáltal képessé válik a konfliktusok és küzdelmek fölé emelkedni, ami által a szabadság és jóság emelkedettebb tapasztalatai érhetők el. Ha a világot csak a konvencionális kategóriák (tér, idő, kauzalitás) segítségével szemléljük, akkor korlátokba ütközünk. A transzcendentalisták szerint a képzelet kategóriái segítenek túllépni ezeken. A kauzalitást ezáltal emanációk és fulgurációk válthatják fel, az időkorlátot pedig a dolgok végtelen felőli szemlélete.
A legtöbb filozófus először elméleti konstrukciókat alkot és ezután keres ezeknek gyakorlati alkalmazást. A transzcendentalisták megfordították ezt a folyamatot. Először a gyakorlattal kezdték és csak ezután kerestek elméleti alapot. A gyakorlatban azonban elhagytak egyes tényeket bizonyos ideák rovására, ami ezért szükségszerűen ellentmondásos és homályos elméletekhez vezetett. Többek között ez okozta a mozgalom korai hanyatlását is. A transzcendentalisták félúton rekedtek a tények  és az ideák világa között. Egyrészt nem voltak konzisztens empiristák és materialisták, akik szilárd tényeken alapuló elméletekkel rendelkeznek, Másrészt nem voltak racionalisták és idealisták sem, akik logikával támasztják alá elméleteiket.

## Külső hivatkozások
- American Transcendentalism Web
- American Transcendentalism